# 2015 în științifico-fantastic
- 2014 în științifico-fantastic — 2015 în științifico-fantastic — 2016 în științifico-fantastic

2015 în științifico-fantastic implică o serie de evenimente:

## Decese
- 9 ianuarie : Michel Jeury, scriitor francez (născut în 1934).
- 27 ianuarie : Suzette Haden Elgin, scriitor american (născut în 1936).
- 27 februarie : Leonard Nimoy scriitor american, actor, regizor, dramaturg. (născut în 1931)
- 12 martie : Terry Pratchett, scriitor britanic (născut în 1948).
- 24 mai : Tanith Lee, scriitor britanic (născut în 1947).
- 30 mai : Joël Champetier, scriitor canadian  (născut în 1957).
- 7 iunie : Christopher Lee,  actor britanic  (născut în 1922)
- 10 iunie : Wolfgang Jeschke, scriitor german  (născut în 1936).
- 17 octombrie : Liviu Radu, scriitor, publicist și traducător român (născut în 1948).
- 27 octombrie : Ayerdhal, scriitor francez (născut în 1959).
- 22 decembrie : George Clayton Johnson, scriitor american (născut în 1929).

## Cărți

### Romane
- Copiii timpului de Adrian Tchaikovsky
- fr  Léviathan, de Jack Campbell.
- Metro 2035, de Dmitry Glukhovsky.
- Nemesis Games, de James S. A. Corey
- fr  The Produceurs, de Antoine Bello.
- Golden Son de Pierce Brown
- Aurora de Kim Stanley Robinson
- Killing Titan de Greg Bear

## Filme
- Tomorrowland, de Brad Bird.
- Area 51, de Oren Peli.
- Avril et le Monde truqué, de Franck Ekinci și Christian Desmares.
- Chappie, de Neill Blomkamp.
- The Divergent Series: Insurgent, de Robert Schwentke.
- Ex Machina, de Alex Garland.
- Jupiter Ascending, de The Wachowskis.
- Maze Runner: The Scorch Trials, de Wes Ball.
- Mad Max: Fury Road, de George Miller.
- Project Almanac, de Dean Israelite.
- Self/less, de Tarsem Singh.
- Star Wars: The Force Awakens, de J. J. Abrams
- The Martian, de Ridley Scott.[1]
- Terminator Genisys, de Alan Taylor.
- fr  Subconscious, de Georgia Hilton.
- Z for Zachariah, de Craig Zobel.

## Seriale TV
- 12 Monkeys, de Terry Matalas și Travis Fickett.
- Childhood's End, de Matthew Graham.
- Doctor Who (seria 9).
- The Husbands of River Song, episod special Doctor Who, de Crăciun 2015.
- The Expanse, de James S. A. Corey.
- Minority Report, de Max Borenstein.
- Star Wars Rebels (sezonul #2).
- Killjoys, premiera serialului
- Dark Matter, premiera serialului
- Humans
- Other Space

## Jocuri video
- Halo 5: Guardians

## Premii
Premiul SaturnRăzboiul stelelor - Episodul VII: Trezirea Forței
- Cel mai bun film SF:

Premiul Nebula pentru cel mai bun roman
- Uprooted de Naomi Novik

Premiul Hugo pentru cel mai bun roman
- The Three-Body Problem de Cixin Liu